# FBI
L'FBI ([ɛfbiˈaj], pronuncia italiana dell'inglese [ɛf.biː.aɪ]; Federal Bureau of Investigation, lett. "Ufficio Federale di Investigazione") è un'agenzia governativa di polizia federale degli Stati Uniti d'America. Ha la competenza in tutti gli Stati per alcuni reati tra cui l'antiterrorismo, il crimine organizzato e l'intelligence interna.
Istituito il 26 luglio 1908, rappresenta il principale braccio operativo del Dipartimento della Giustizia degli Stati Uniti (DOJ). L'FBI ha sotto la propria giurisdizione oltre duecento categorie di reati federali e ciò lo rende di fatto il maggiore ente di polizia giudiziaria del governo degli Stati Uniti. Il motto dell'FBI è "Fidelity, Bravery, Integrity" ("Fedeltà, Coraggio, Integrità").
Cambiò nome nel 1935 durante la direzione di J. Edgar Hoover, il quale ne è stato il direttore per quasi 48 anni (dal 10 maggio 1924 al 2 maggio 1972) e fu il maggiore protagonista nello sviluppo degli obiettivi dell'ente. Il J. Edgar Hoover Building a Washington DC, l'FBI Academy a Quantico e il complesso del CJISD a Clarksburg servono come principali centrali di supporto per ognuno degli uffici dell'FBI, sparsi in tutta la nazione.

## Storia

### Il contesto storico e la creazione del BOI
Nel 1896 fu fondato il "National Bureau of Criminal Identification", che fornì alle agenzie di tutto il paese informazioni per identificare criminali noti. L'assassinio di William McKinley nel 1901 creò la percezione che gli Stati Uniti fossero minacciati dagli anarchici; così i Dipartimenti della giustizia e quello del lavoro crearono appositi registri per controllare tali soggetti. Il neopresidente Theodore Roosevelt diede istruzioni al procuratore generale Charles Joseph Bonaparte di organizzare un servizio investigativo autonomo che riferisse solo al procuratore generale.
Bonaparte contattò altre agenzie, incluso lo "United States Secret Service" per la selezione del personale, in particolare gli investigatori. Il 27 maggio 1908, il Congresso proibì questo uso dei dipendenti del Tesoro da parte del Dipartimento di Giustizia, citando i timori che la nuova agenzia avrebbe agito come dipartimento di polizia segreto. Di nuovo su sollecitazione di Roosevelt, Bonaparte si trasferì per organizzare un formale Bureau of Investigation, che avrebbe poi avuto il suo personale di agenti speciali. 
Il dipartimento fu ufficialmente creato il 26 luglio del 1908. Il procuratore generale Bonaparte, utilizzando i fondi spese del Dipartimento di giustizia, assunse dapprima 34 unità, tra cui alcuni veterani dei servizi segreti, per una nuova agenzia investigativa che fu denominata Bureau Of Investigation. Il suo primo capo fu Stanley Finch; Bonaparte notificò al Congresso queste azioni nel dicembre dello stesso anno. 
L'anno seguente il BOI fu collegato al Bureau of Prohibition e fu ribattezzato Division Of Investigation.
Attraverso il lavoro di Edwin Atherton dopo la conclusione della guerra di confine col Messico nella fase finale della guerra delle fazioni, l'FBI riuscì a fermare un intero esercito di neo-rivoluzionari messicani lungo il confine californiano nel 1920.

### La direzione di Hoover e le operazioni di intelligence

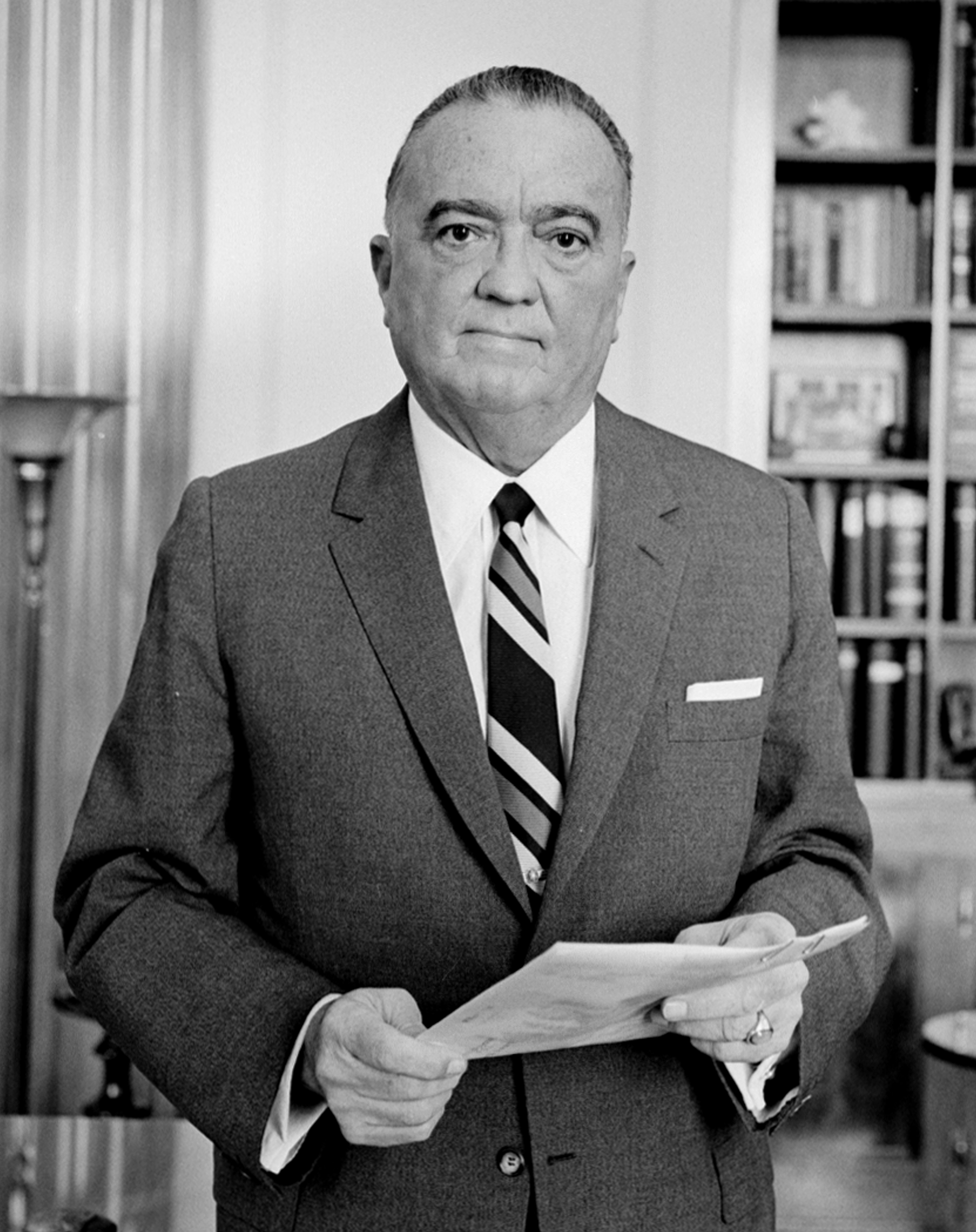
J. Edgar Hoover, direttore dell'FBI dal 1924 al 1972.

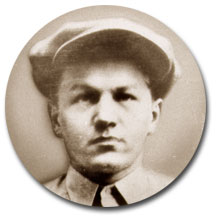
Lester J. Gillis, conosciuto anche come "Baby Face" Nelson.

Con la guida di Hoover dal 1924, ci fu un progressivo ampliamento di mezzi e competenze. Nel 1932 fu ridenominato United States Bureau of Investigation e, soprattutto grazie agli sforzi di Hoover, fu ufficialmente aperto il Laboratorio di Individuazione Scientifica del Crimine. Hoover ebbe anche un ruolo di primaria importanza in molti dei casi e dei progetti seguiti dall'FBI fino alla sua morte. Durante la grande depressione e gli anni trenta, gli agenti dell'FBI catturarono o uccisero un certo numero di noti tra i quali: John Dillinger, Baby Face Nelson, Kate Ma Barker, Alvin Karpis e George Machine Gun Kelly; l'agenzia svolse anche un ruolo importante nel limitare le azioni e l'influenza del Ku Klux Klan. Nel 1933 fu aperta l'accademia FBI, allo scopo di addestrare i nuovi agenti, dopo che gli fu concesso il potere di arrestare e possedere un'arma da fuoco. Diventò poi una agenzia indipendente all'interno del Dipartimento di Giustizia degli Stati Uniti d'America, adottando l'attuale denominazione di FBI, nel 1935.
A cominciare dalla seconda guerra mondiale, il Bureau si occupò anche di controspionaggio e indagò su casi di spionaggio contro gli Stati Uniti e i loro alleati. Furono arrestati otto agenti tedeschi che avevano progettato sabotaggi contro obiettivi statunitensi e sei di loro vennero giustiziati come ad esempio nel caso Ex parte Quirin nel 1942. Durante quello stesso periodo, un tentativo congiunto da parte di Stati Uniti e Regno Unito nell'ambito del progetto Venona - in cui l'FBI era pesantemente coinvolta - infranse i codici di comunicazione dell'intelligence e della diplomazia sovietica, permettendo ai governi britannico e statunitense di intercettare le telecomunicazioni sovietiche: da questo venne la conferma dell'esistenza di agenti americani che lavoravano negli Stati Uniti al servizio dello spionaggio sovietico.
Durante i decenni 1950 e 1960 gli ufficiali dell'FBI divennero sempre più preoccupati per i capi dei movimenti per i diritti civili. Nel 1956, ad esempio, Hoover fece l'insolito gesto di spedire una lettera aperta di critica verso il dottor T.R.M. Howard, il capo di un movimento per i diritti civili, chirurgo, e benestante imprenditore del Mississippi, che aveva criticato il mancato intervento dell'FBI nella soluzione degli omicidi di George W. Lee ed Emmett Till, e altri afro-americani del Sud del paese. Hoover stava amministrando il progetto, ma non riuscì ad avvertire la Central Intelligence Agency (CIA) fino al 1952. Un altro caso degno di nota fu l'arresto, avvenuto nel 1957, della spia sovietica Rudolf Abel. La scoperta di spie sovietiche nel territorio degli Stati Uniti permise a Hoover di perseguire la sua perenne ossessione nei confronti della minaccia che sentiva provenire dalla sinistra americana, dal Partito Comunista degli Stati Uniti d'America (CPUSA) ai liberali americani, che non avevano nessuna aspirazione rivoluzionaria. L'FBI condusse controverse azioni di sorveglianza in un'operazione chiamata COINTELPRO, che mirava a individuare e distruggere le organizzazioni politiche dissidenti all'interno degli USA, sia quelle militanti sia quelle non violente, tra le quali la Southern Christian Leadership Conference, una delle più importanti organizzazioni per i diritti civili, al riguardo Martin Luther King fu spesso oggetto di indagine ma l'FBI non trovò mai prove di alcun crimine, ma tentò di utilizzare i nastri sulle relazioni sessuali di King per minacciarlo. 
Quando il presidente John Fitzgerald Kennedy fu assassinato, la giurisdizione del caso fu affidata al dipartimento di polizia locale, finché il presidente successivo, Lyndon B. Johnson ordinò all'FBI di sostituirsi a esso nelle indagini. Per assicurarsi poi che non ci fosse più confusione sull'assegnazione dei casi di omicidio di interesse federale, il Congresso approvò una legge che assegnava esclusivamente all'FBI le indagini sulla morte di ufficiali federali.
Dopo l'entrata in vigore del provvedimento Racketeer Influenced and Corrupt Organizations Act, l'FBI nel 1972, anno in cui Hoover lasciò la direzione, cominciò a indagare sui gruppi organizzati nel periodo dell'ex-proibizionismo, che erano adesso un fronte criminale presente nelle grandi città come in quelle piccole. Tutto il lavoro dell'FBI era svolto sotto copertura e grazie alle norme sancite dal RICO, questi gruppi vennero smembrati. Nonostante all'inizio Hoover avesse negato la presenza di una struttura diffusa della criminalità organizzata negli USA, l'FBI condusse in seguito operazioni contro i clan conosciuti della criminalità organizzata, inclusi quelli capeggiati da Sam Giancana e da John Gotti.

### Dagli anni ottanta alla fine della guerra fredda
Nel 1983 l'FBI costituì una squadra d'élite (sul modello delle SWAT delle forze di polizia locali) per affrontare eventuali problemi che sarebbero potuti sorgere durante le Olimpiadi di Los Angeles del 1984, in particolare per i rischi di terrorismo. Il reparto fu chiamato Hostage Rescue Team, mentre nel 1984 fu costituita la CART (Computer Analysis and Response Team - Squadra per l'analisi e la risposta ai [crimini con i] computer). La fine degli anni ottanta e la prima metà degli anni novanta vide oltre 300 agenti riassegnati dalle operazioni di controspionaggio a quelle riguardanti i crimini violenti, nonché la designazione della lotta al crimine violento come sesta priorità nazionale nelle operazioni del Bureau. Nel 1991 il giornalista del Washington Post, Carl Rowan, affermò che l'FBI aveva inviato a King almeno una lettera anonima che lo incoraggiava a suicidarsi.
Con tagli ad altri dipartimenti ben strutturati, e poiché con la fine della guerra fredda il terrorismo non era più considerato una minaccia alta, l'FBI divenne uno strumento della polizia locale per rintracciare i fuggitivi che avevano oltrepassato i confini di stato. I laboratori dell'FBI contribuirono anche a sviluppare i test sul DNA, continuando il loro ruolo di pionieri nell'identificazione e schedatura dei criminali; tale attività, infatti, cominciò con il sistema di archiviazione delle impronte digitali raccolte a partire dal 1924. 
Tra il 1993 e il 1996 l'FBI incrementò le azioni di contro-terrorismo, ridestato con il primo attentato al World Trade Center a New York nel 1993 e con l'attentato a Oklahoma City nel 1995, e procedette all'arresto, nel 1996, di Theodore Kaczynski, noto come Unabomber. Le innovazioni tecnologiche e le capacità degli analisti dei laboratori garantirono il successo all'FBI nella chiusura dei tre casi, ma in questo stesso periodo l'FBI si scontrò con l'ostilità di molti, che dura tutt'oggi.
Dopo che il Congresso ebbe approvato il CALEA Act (Communications Assistance for Law Enforcement Act - Legge sul Supporto alle Comunicazioni per l'Applicazione delle Leggi), l'HIPA Act (Health Insurance Accountability Act - Legge sulla Registrazione dell'Assicurazione Sanitaria) e la EEA (Economic Espionage Act - Legge sullo Spionaggio Economico) nel 1996, l'FBI subì, nel 1998, cambiamenti significativi nelle sue tecnologie, come era già successo al CART nel 1991. Vennero creati il CITAC (Computer Investigations and Infrastructure Threat Assessment Center - Centro per le Indagini Computerizzate e l'Individuazione delle Minacce alle Infrastrutture) e l'NIPC (National Infrastructure Protection Center - Centro Nazionale per la Difesa delle Infrastrutture), allo scopo di occuparsi dei crescenti problemi collegati a Internet, come virus, worm e altri programmi dannosi che potrebbero scatenare il caos negli Stati Uniti.
In seguito a questi sviluppi, l'FBI incrementò la sorveglianza elettronica nella pubblica sicurezza e nelle indagini per la sicurezza nazionale, adattandosi via via che, con l'evolversi delle telecomunicazioni, cambiava la natura dei problemi.

### Il ruolo dopo gli attentati dell'11 settembre 2001
A partire dal XXI secolo ed in particolare dopo gli attentati dell'11 settembre 2001, il direttore dell'FBI Robert Mueller, che era stato posto al comando del Bureau solo tre giorni prima dell'attacco, volle riorganizzare la struttura dell'FBI e delle sue operazioni. Egli definì come una priorità assoluta combattere ogni crimine federale, inclusa la lotta al terrorismo, contrastare le operazioni di intelligence nemiche, incursioni elettroniche alla sicurezza, altri crimini informatici, la protezione dei diritti civili, la lotta alla corruzione, alla criminalità organizzata, a quella dei colletti bianchi e ai maggiori crimini violenti. Il 23 ottobre dello stesso anno dopo l'approvazione dello USA PATRIOT Act i poteri dell'agenzia vennero incrementati, in funzione del contrasto al terrorismo internazionale.

## Competenze e funzioni

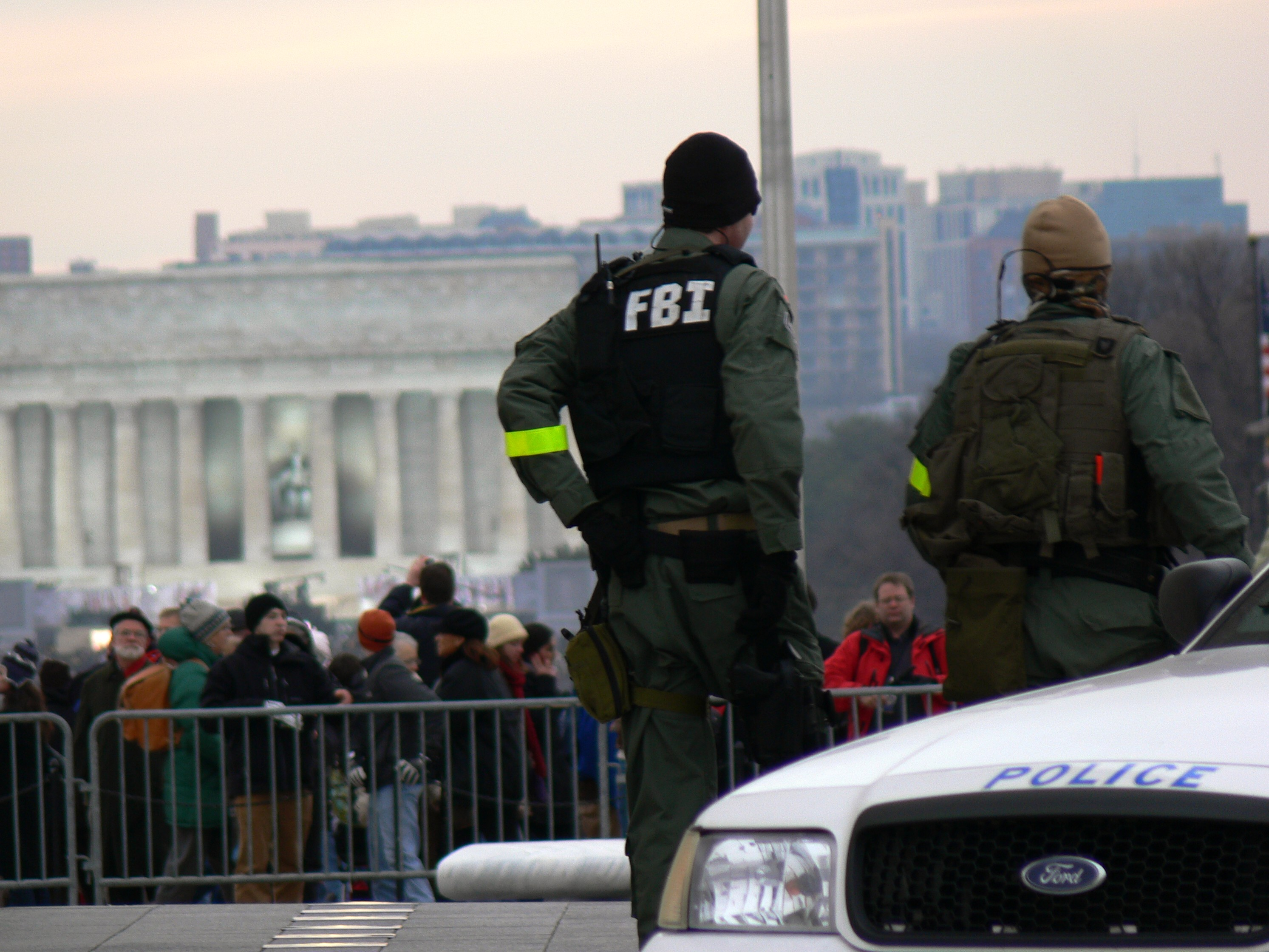
Agenti FBI

La missione dell'FBI è proteggere gli Stati Uniti dal terrorismo e da altre minacce esterne, mantenere e applicare le leggi, fornire una guida e i servizi per la giustizia penale alle altre agenzie federali, statali, municipali o internazionali. Le leggi federali conferiscono all'FBI l'autorità di investigare e perseguire crimini specifici; essa svolge la funzione di autorità di intelligence civile, all'interno del territorio degli Stati Uniti. Le informazioni ottenute attraverso un'indagine dell'FBI sono presentate al competente Segretario di Stato degli Stati Uniti d'America o a un membro del Dipartimento di Giustizia degli Stati Uniti d'America, che decide se il fatto è più o meno perseguibile legalmente. Il Procuratore generale degli Stati Uniti d'America può avvalersi dell'attività dell'agenzia, 
Le priorità investigative sono state quelle di prevenire e reprimere reati perseguibili a livello federale; le attività possono essere così riassunte:
1. Proteggere gli Stati Uniti dagli attacchi terroristici;
2. Proteggere gli Stati Uniti da operazioni di spionaggio da parte di agenzie straniere;
3. Proteggere gli Stati Uniti dagli attacchi cibernetici e dal crimine informatico;
4. Proteggere i diritti civili;
5. Combattere la corruzione politica su tutti i livelli;
6. Combattere il crimine organizzato
7. Combattere i maggiori crimini violenti;
8. Collaborare con le altre forze di polizia statunitensi e istituzioni locali e internazionali;
9. Migliorare la tecnologia per il successo delle operazioni del corpo stesso.

Si occupa inoltre di contrasto al crimine organizzato e di tipo mafioso, tramite il Racketeer Influenced and Corrupt Organizations Act. Ha anche il compito di sorvegliare e far rispettare i diritti civili sanciti dal Civil Rights Act ("Legge sui Diritti Civili") del 1964, e indagare sulle violazioni della legge, nonché perseguire tali violazioni a fianco del Dipartimento di Giustizia. 'FBI condivide con la Drug Enforcement Administration (DEA - "Ufficio per il controllo delle droghe") l'applicazione della legge del 1970 sulle sostanze stupefacenti (Controlled Substances Act). Inoltre, il Patriot Act 2001 ha aumentato i poteri concessi all'FBI, specialmente nell'intercettazione e nella sorveglianza delle attività su internet, nella prevenzione e repressione del crimine informatico.
Il FBI, data la sua ampia autorità, ha la facoltà di subentrare in qualunque indagine federale. L'unica altra agenzia con poteri investigativi simili a quelli dell'FBI è l'agenzia dell'Immigrazione e delle Dogane (ICE) e, dagli attentati dell'11 settembre 2001 il FBI ha sempre mantenuto un ruolo primario in molte indagini riguardanti reati federali.

## Organizzazione
L'FBI è organizzato in rami funzionali (Branch) e nell'Ufficio del Direttore, che contiene la maggior parte degli uffici amministrativi. Un vicedirettore esecutivo gestisce ogni branch, che è suddivisa in uffici o divisioni, ciascuno guidata da un vicedirettore.

### Il direttore
Il direttore dell'FBI viene nominato dal Presidente degli Stati Uniti d'America e la sua nomina deve essere approvata dal Senato; il suo mandato dapprima non aveva limiti temporali ma dal 1976 la durata è stata stabilita in dieci anni. 
Il direttore dell'FBI è responsabile delle operazioni quotidiane dell'ente; con i suoi collaboratori, si assicura che le missioni e i casi vengano seguiti nel modo corretto. Egli ha anche il compito di verificare che le varie dislocazioni degli uffici FBI siano gestite da agenti qualificati. Prima dell'11 settembre 2001, il direttore aggiornava personalmente il Presidente degli Stati Uniti su ogni problema che sorgesse all'interno dell'FBI, mentre dal 2004 risponde al direttore dell'Intelligence Nazionale.

### Servizi e Divisioni
- National Security Branch
- Intelligence Branch
- Criminal, Cyber, Response, and Services Branch
  - International Operations Division, si occupa delle operazioni fuori dal territorio nazionale
  - Hostage Rescue Team
- Information and Technology Branch
- Science and Technology Branch
  - La Criminal Justice Information Services Division ("Divisione per l'Informazione alla Giustizia Criminale")[13] è situata a Clarksburg, nella Virginia Occidentale. È la divisione più giovane dell'FBI, essendo stata formata solo nel 1991, e ufficialmente aperta nel 1995. Il solo complesso ha la lunghezza di tre campi da football (circa 330 metri), il suo scopo è di mantenere un archivio con tutte le informazioni. Sotto il tetto del CJIS si trovano conservati i programmi del Centro Nazionale d'Informazione sul Crimine (NCIC), il Riscontro del Crimine in Uniforme (UCR), l'Identificazione delle Impronte digitali, il Sistema Automatico Integrato per l'Identificazione delle Impronte digitali (IAFIS), NCIC 2000 (vedi sopra NCIC) e il Sistema Nazionale di Rapporto sugli Incidenti (NIBRS). Molte agenzie usano questi sistemi per reperire informazioni utili alle loro indagini e contribuiscono ai database utilizzando reti di comunicazione protette. Il FBI fornisce questi evoluti sistemi di identificazione e informazione a diverse agenzie locali, statali e internazionali. Esso lavora spesso in collaborazione con la Guardia Costiera Statunitense, la Dogana e le Pattuglie di Confine per la sicurezza portuale[14], e collabora con la Commissione Nazionale sulla Sicurezza dei Trasporti, nelle indagini sugli incidenti aerei e altri avvenimenti critici.

### L'accademia
L'accademia addestrativa (FBI Academy), situata all'interno della Marine Corps Base Quantico, in Virginia, è la sede del laboratorio di computer e comunicazioni utilizzato dall'FBI, ma soprattutto il luogo dove vengono formati i nuovi allievi destinati a diventare Agenti speciali dell'FBI, attraverso le ventuno settimane di corso necessarie..
L'accademia fu aperta per la prima volta nel 1972, su un'area di 385 acri (1,6 km²) di terreno forestale.
È inoltre utilizzata come scuola per ufficiali e dirigenti delle agenzie legali locali e federali che frequentano il FBI National Academy, miglior programma di aggiornamento per le forze dell'ordine statunitensi. 
Le unità addestrative FBI situate a Quantico sono:
- l'Unità di addestramento sul Campo e addestramento di Polizia,
- l'Unità di Addestramento alle Armi da fuoco,
- il Centro di Ricerca e Addestramento alle Scienze Forensi,
- l'Unità dei Servizi per le Tecnologie (TSU),
- l'Unità di Addestramento Investigativo,
- l'Unità di Comunicazione per le Forze dell'Ordine,
- l'Unità di Comando e Direzione Scientifica (LSMU),
- l'Unità di Addestramento Fisico, l'Unità di Addestramento per i Nuovi Agenti (NATU),
- l'Unità di Applicazione Pratica (PAU),
- l'Unità di Addestramento Investigativo al Computer
- il Collegio di Studi Analitici.

### La dislocazione sul territorio

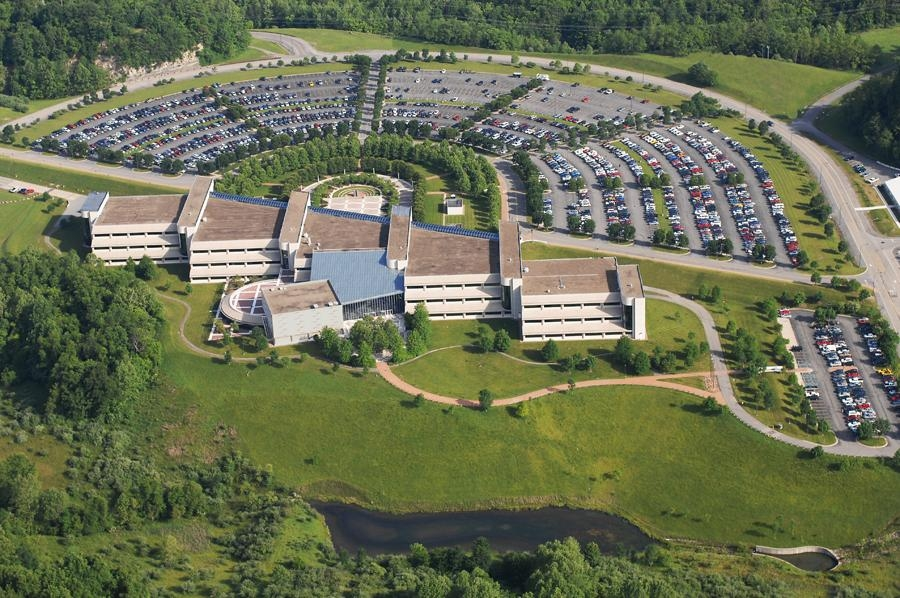
La sede di Clarksburg, in Virginia Occidentale

Il quartier generale dell'FBI risiede al J. Edgar Hoover Building a Washington, con 56 uffici dislocati nelle maggiori città degli Stati Uniti.
L'FBI conta anche più di 400 agenzie residenti nelle città degli Stati Uniti. Nonostante il suo focus interno, l'FBI mantiene anche una significativa presenza internazionale, gestendo 60 uffici di Legal Attache (LEGAT) e 15 sottouffici nelle ambasciate e i consolati statunitensi in tutto il mondo. Questi uffici esteri esistono principalmente allo scopo di coordinarsi con i servizi di sicurezza esteri. 
Molti reparti specifici dell'FBI sono situati nelle basi di Quantico, Virginia, e Clarksburg in Virginia Occidentale. L'FBI sta oltretutto trasferendo a Winchester (Virginia) la Divisione per la trattazione delle Registrazioni, che si occupa delle operazioni riguardanti il Freedom of Information Act.
I laboratori dell'FBI, nati con il BOI, non apparvero nello J. Edgar Hoover Building fino al suo completamento, nel 1974. Il laboratorio è il principale luogo delle attività di biologia, fisica e sul DNA. Tra i servizi che il laboratorio svolge sono comprese analisi chimiche, il sistema combinato degli archivi del DNA (CODIS), analisi computerizzata, analisi del DNA, verifica dei reperti, analisi di esplosivi, verifica di utensili e armi da fuoco, acustica forense, ottica forense, analisi delle immagini, ricerca scientifica forense, tirocinio per la scienza forense, controllo dei materiali pericolosi, grafica investigativa, analisi dei materiali, documenti richiesti, registrazioni sui racket, analisi fotografica speciale, progettazione strutturale e segnalazione dei reperti.
I servizi del laboratorio dell'FBI sono usati gratuitamente da molte agenzie statali locali e internazionali. Il laboratorio sostiene anche un secondo laboratorio all'Accademia dell'FBI.

## Personale
Il sito web dell'FBI riportava che nel 2006 gli impiegati erano 30.430, inclusi 12.515 agenti speciali e 17.915 del personale di supporto, mentre nel 2012 sono 35.951 di cui 13.897 agenti speciali e 22.054 collaboratori specializzati.

### Reclutamento
L'accesso al corpo è aperto sia a militari sia a civili, è necessario però avere i seguenti requisiti:
- Essere in possesso di cittadinanza statunitense;
- Aver un'età compresa tra i 23 ed i 37 anni;
- Possedere un diploma di laurea conseguito al termine di un corso di studi di quattro anni nonché esperienza lavorativa di almeno tre anni;
- Possedere una fedina penale pulita e non aver mai commesso un reato o aver preso parte a uno di esso;
- Possedere una patente di guida valida;
- Non avere tatuaggi visibili sul volto, collo, mani (in generale tutto quello che è visibile oltre alla divisa);

È necessario anzitutto superare una serie di indagini di controllo (SSBI - Single Scope Background Investigation) condotte dallo United States Office of Personnel Management, i potenziali agenti devono superare anche un test fisico (PFT - Physical Fitness Test) che include una corsa sui 300 metri, un minuto di addominali, flessioni e una corsa di 1,5 miglia (2,4 chilometri). 
Devono essere in possesso di un'autorizzazione di nulla osta sicurezza denominata Top Secret Security Clearance per l'accesso a informazioni riservate e in molti casi anche di un ulteriore permesso per le informazioni di importanza vitale (Sensitive information Top Secret). 
Dopo che gli aspiranti agenti hanno ottenuto l'autorizzazione e firmato il modulo di non esclusione SF-312, frequentano la struttura di addestramento dell'FBI situata presso la Marine Corps Base Quantico, in Virginia. Qui, i candidati passano circa 18 settimane nella FBI Academy (situata all'interno della base di Quantico) dove seguono oltre 500 ore di lezione e più di 1 000 ore di addestramento simulato.

### Assegnazione
Dopo il conseguimento di un diploma, i nuovi agenti speciali dell'FBI vengono dislocati in tutti gli Stati Uniti d'America e anche in altri Stati del mondo, a seconda delle loro specifiche competenze. Il personale di supporto professionale lavora in una delle tante strutture di supporto gestite dall'FBI. 
Tuttavia, ogni agente o membro del personale può essere trasferito dovunque, in qualsiasi momento e per qualunque durata di tempo, se le condizioni richiedono la sua presenza in una delle tante dislocazioni presso le circa 400 sedi dell'agenzia.

## Indagini statistiche

### Uniform Crime Reports
Gli Uniform Crime Reports (UCR) comprendono dati di oltre 17 000 agenzie di sicurezza in tutto il paese. Queste forniscono dati dettagliati riguardanti i crimini avvenuti, includendo l'arresto, il chiarimento (o chiusura) di un caso e le informazioni sugli agenti di polizia. L'UCR si concentra sul raccoglimento di dati di crimini violenti, crimini d'odio, e crimini di proprietà. Creato negli anni venti, l'UCR non ha tuttavia dimostrato di essere uniforme come implica il nome. I dati infatti riflettono solamente il reato più grave nel caso di crimini connessi tra loro e ha una definizione molto restrittiva di stupro. Poiché il 93% circa dei dati inviati all'FBI è in questo formato, l'UCR viene evidenziato come la scelta principale delle agenzie di sicurezza di molti Stati per inviare questi dati.
Un rapporto UCR preliminare del 2005 è stato pubblicato il 16 giugno 2006. Il rapporto mostra come i crimini di natura violenta siano saliti del 2,5%, ma quelli di proprietà siano calati del 1,6% rispetto al 2004.

### National Incident Based Reporting System
Il National Incident Based Reporting System (NIBRS, Sistema Nazionale di Relazioni Basato sugli Incidenti) punta a evidenziare i limiti inerenti ai dati dell'UCR. Il sistema viene utilizzato dagli Stati Uniti per raccogliere e riportare dati sui crimini. Le agenzie locali, statali e federali creano dati NIBRS dai loro sistemi di amministrazione di archivi. I dati vengono raccolti su ogni incidente e arresto del Gruppo A delle categorie di reato. I reati del Gruppo A comprendono 46 crimini specifici raggruppati in 22 categorie di crimine. I fatti specifici di questi vengono raccolti e riportati nel sistema NIBRS. Oltre ai crimini del Gruppo A, 11 crimini del Gruppo B vengono trascritti solamente con le informazioni sull'arresto. Il sistema NIBRS è molto più dettagliato del sistema UCR basato su sommari. Entro il 2004, 5 271 agenzie di sicurezza hanno inviato dati NIBRS. Questi rappresentano il 20% della popolazione degli Stati Uniti e il 16% dei dati statistici raccolti dall'FBI.

## Attività particolari

### Pubblicazioni
L'FBI Law Enforcement Bulletin viene pubblicato mensilmente dalla Law Enforcement Communication Unit dell'FBI, con articoli che interessano le forze dell'ordine locali e nazionali. La sua pubblicazione ebbe inizio nel 1932 con il nome di Fugitives Wanted by Police ("Fuggitivi Ricercati dalla Polizia"); questo bollettino tratta molti temi importanti per le forze dell'ordine, come l'uso della forza, le nuove tecnologie, e le ricerche sulla giustizia penale, come pure le pubblicazioni di casi importanti e dei ricercati dalla polizia.
L'FBI pubblica anche alcuni periodici sia per le forze dell'ordine sia per i normali cittadini, trattando temi come il terrorismo, il crimine informatico, i crimini violenti, nonché le relative statistiche.
Tuttavia, la gran parte delle pubblicazioni del governo federale che tratta questi argomenti viene pubblicata dalle agenzie dell'Office of Justice Programs, parte del Dipartimento di Giustizia statunitense, e distribuite per mezzo del National Criminal Justice Reference Service ("Servizio Nazionale di Rapporto sulla Giustizia Penale").

### Rapporto coi mass media
Qualunque autore, sceneggiatore televisivo o produttore può consultare l'FBI a proposito di casi chiusi, operazioni, servizi o sulla storia dell'agenzia. Tuttavia, non è obbligatorio farlo. A differenza della CIA, che verifica la correttezza e la precisione delle informazioni mediante un apposito ufficio addetto alle pubbliche relazioni, l'FBI non verifica o corregge questi contenuti, né opera delle specifiche consultazioni in proposito. Quindi, mentre alcuni autori televisivi o cinematografici presentano un'immagine realistica dell'FBI, altri ne distorcono la reale funzione, o vi aggiungono degli eventi immaginari a scopo drammatico.

## Aspetti controversi

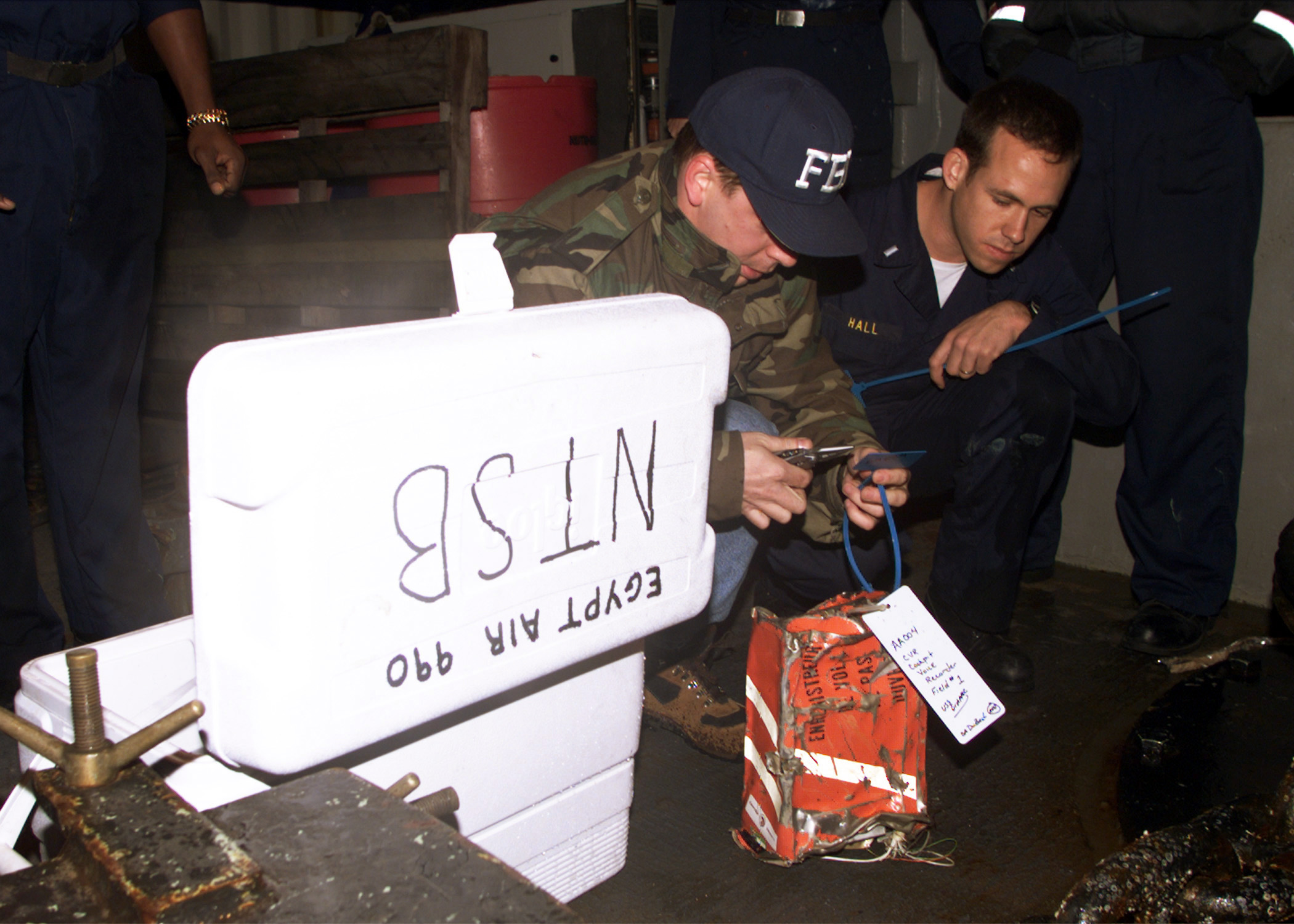
Un agente dell'FBI recupera la scatola nera del volo EgyptAir 990 sul ponte dell'USS Grapple (ARS 53) presso il sito dello schianto il 13 novembre 1999.

Nell'ultimo decennio l'FBI ha subito le critiche del pubblico e ha avuto difficoltà dovute a conflitti interni. Mentre l'FBI tenta di modernizzare la sua tecnologia per rendere più efficiente la lotta al terrorismo, ci sono state volte in cui la sua azione è stata criticata.
Molte delle recenti controversie sono collegate alle organizzazioni terroriste o a errori nelle operazioni. Negli anni novanta, il coinvolgimento dell'FBI negli incidenti di Ruby Ridge e nell'assedio di Waco fece insorgere una forte protesta verso la gestione tattica. Nelle Olimpiadi di Atlanta del 1996, l'FBI fu criticato per le sue indagini sul bombardamento del Centennial Olympic Park. È stata recentemente sanata una disputa con le organizzazioni dei media riguardo a Richard Jewell che al tempo era una guardia di sicurezza privata, dato che il suo nome era trapelato nel corso delle indagini. Negli anni novanta si scoprì che l'unità dell'FBI preposta alle impronte digitali aveva spesso fatto un lavoro scadente. In alcuni casi i tecnici, ottenute prove che scagionavano un sospetto, avevano invece riferito che queste ne provavano la colpevolezza. Molti casi dovettero essere riaperti dopo la verifica di questi errori.
Nel 2000 l'FBI ha cominciato il progetto Trilogy, per rimodernizzare le infrastrutture della Information Technology (IT). Questo progetto doveva durare tre anni, con un costo di circa 380 milioni di dollari, ma ha finito con il superare abbondantemente le spese e i tempi previsti.
Gli sforzi per fornire computer moderni e strumenti per la rete riuscirono in gran parte, ma i tentativi di sviluppare nuovi software investigativi, affidati alla SAIC (Science Applications International Corporation - Corporazione Internazionale delle Scienze Applicate) furono un disastro. Il Virtual Case File, o VCF, come era conosciuto il programma, fu stravolto da obiettivi molto vaghi e da un frequente cambio nell'amministrazione.
Nel gennaio del 2005, più di due anni dopo la prevista scadenza per il completamento del software, l'FBI ha abbandonato ufficialmente il progetto, costato più di 100 milioni di dollari, e mai reso operativo. L'FBI è stato così costretto a continuare a utilizzare il suo decennale sistema di Supporto Automatizzato sui Casi, considerato dagli esperti della Information Technology terribilmente inadeguato.
Nel marzo del 2005 l'FBI ha annunciato di aver dato il via a un nuovo e più ambizioso progetto per un software nominato in codice Sentinel, che dovrebbe essere completato nel 2009.
Nel febbraio del 2001, Robert Hanssen fu scoperto a vendere informazioni ai russi. Fu in seguito scoperto che Hanssen, che aveva raggiunto nell'FBI una posizione piuttosto alta, vendeva informazioni riservate sin dal 1979. Fu giudicato colpevole di tradimento, e nel 2002 fu condannato a vita; ma l'incidente indusse molti a dubitare delle pratiche di sicurezza impiegate dall'FBI. Ci fu anche chi sostenne che Robert Hanssen avesse diffuso informazioni che contribuirono alla realizzazione degli attentati dell'11 settembre.
Il 22 luglio 2004, il rapporto definitivo della Commissione d'indagine sugli attentati dell'11 settembre 2001, stabiliva che l'FBI e la CIA erano in parte colpevoli per non aver seguito i rapporti che avrebbero potuto evitare il compimento degli attacchi dell'11 settembre. Nella sua affermazione più cruda, il rapporto concluse che il paese "non era stato servito bene" da nessuna delle agenzie, ed espose numerose raccomandazioni per cambiamenti all'interno dell'FBI. Mentre l'FBI ha ottemperato a gran parte delle raccomandazioni, inclusa la supervisione del nuovo Direttore dell'Intelligence Nazionale, nell'ottobre del 2005 alcuni ex-membri della commissione per l'11 settembre hanno criticato pubblicamente l'FBI, affermando che si era opposto a qualunque cambiamento significativo.